# 瓦通紙

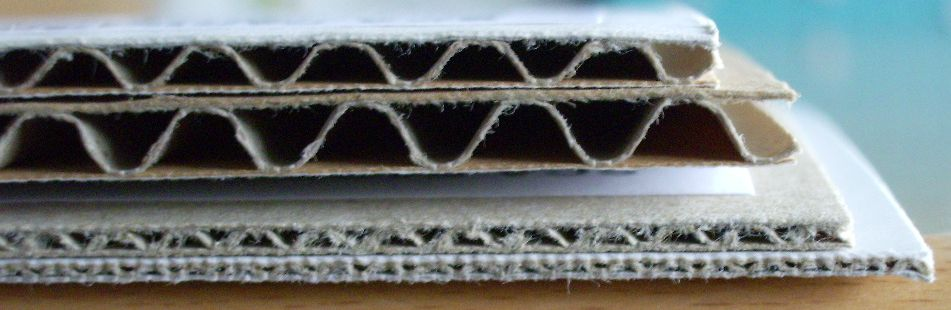
瓦通紙

瓦通紙（英語：Corrugated Fiberboard；又稱瓦楞紙、紙皮），是紙質包裝箱常見的用料，由瓦楞紙板和一張或兩張平牛皮紙組成。比木箱質輕，又有硬度，大小容易剪裁，保護包裝的其他產品，不受損害。而且瓦楞紙可在外部印刷不同色彩圖案及文字或寫上文字符號，成本也相對便宜。一般中小型瓦楞紙盒（無印刷、泥黃色）能在生活用品店購得。
使用時須要注意水、潮濕環境、發霉等。
瓦楞紙有時也用作手工藝材料，專用作手工藝的瓦楞紙有多種顏色選擇。亦有人以瓦楞紙製造紙製傢具，2021年舉行的東京奧運與帕運，奥运村房間內的床鋪即利用瓦楞紙製造，賽事結束後可回收再製。

## 歷史
第一張瓦楞紙雛形出現在1856年，兩名英國女帽商以「彈性摺痕」使黑色禮帽保持形狀，但尚未黏著平紙做為支撐。將近20年後，奧利佛隆恩用兩張平紙固定縐摺紙，瓦楞紙於焉誕生。

## 瓦楞纸的楞形
不同波纹形状的瓦楞，粘结成的瓦楞纸板的功能也有所不同。即使使用同样质量的面纸和里纸，由于楞形的差异，构成的瓦楞纸板的性能也有一定区别。目前国际上通用的瓦楞楞形分为四种，它们分别是A型楞、C型楞、B型楞和E型楞。它们的技术指标和要求见表一。A型楞制成的瓦楞纸板具有较好的缓冲性，富有一定的弹性，C型楞较A型楞次之。但挺度和抗冲击性优于A型楞；B型楞排列密度大，制成的瓦楞纸板表面平整，承压力高，适于印刷；E型楞由于薄而密，更呈现了它的刚强度。

## 瓦楞纸的波形
构成瓦楞纸板的波形瓦楞纸的楞形形状分为V形、U形和UV形。
V形瓦楞波形的特征是：平面抗压力值高，使用中节省粘合剂用量，节约瓦楞原纸。但这种波形的瓦楞做成的瓦楞纸板缓冲性差，瓦楞在受压或受冲击变霰后不容易恢复。
U形瓦楞波形的特征是：着胶面积大，粘结牢固，富有一定弹性。当受到外力冲击时，不象V形楞那样脆弱，但平面扩压力强度不如V形楞。
根据V形楞和U形楞的性能特点，目前已普遍使用综合二者优点制作的UV形瓦楞辊。加工出来的波形瓦楞纸，既保持了V形楞的高抗压力能力，又具备U形楞的粘合强度高，富有一定弹性的特点。
目前 ，国内外的瓦楞纸板生产线的瓦楞辊均采用这种UV形状的波形瓦楞辊。

## 瓦楞紙的專有名詞
|         | 英文                       | 中文                                         |
| ------- | -------------------------- | -------------------------------------------- |
| （K）   | KRAFT                      | 原生處女牛皮紙                               |
| （T2）  | TEST 2                     | 半回收裱面紙                                 |
| （T）   | TEST 3                     | 全回收裱面紙                                 |
| （C）   | CHIP                       | 廢紙底裱面紙                                 |
| （BW）  | FULLY BLEACHED WHITE       | 漂白牛皮紙                                   |
| （WT）  | WHITE TOP                  | 回收裱面紙做全白印刷                         |
| （MK）  | MOTTLED KRAFT              | 斑白牛皮紙                                   |
| （OY）  | OYSTER                     | 斑白測試裱面紙                               |
| （GSM） | Grams per square meter     | 紙的重量或磅數，這裡是用每平方米幾克重來計算 |
| （WBF） | Waste Based Fluting Medium | 廢紙底楞心紙                                 |

另外，一般瓦楞紙的規格會要求「防破裂強度」（Bursting Strength），防破裂強度基本上越高越好。
| 種類 | 厚度（英寸） | 每公尺的楞條數 | 厚度（毫米） |
| ---- | ------------ | -------------- | ------------ |
| A楞  | 3/16"        | 108 +/− 10     | 4.8          |
| B楞  | 1/8"         | 154 +/− 10     | 3.2          |
| C楞  | 5/32"        | 128 +/− 10     | 4.0          |
| E楞  | 1/16"        | 295 +/− 13     | 1.6          |
| F楞  | 1/32"        | 420 +/− 13     | 0.8          |

## 盒子製作流程

### 盒子設計

RSC 空白處顯示刻痕線、槽口和最左邊緣的製造商接頭

包裝工程師設計瓦楞紙箱以滿足運輸產品的特殊需求、運輸環境的危險（衝擊、振動、壓縮、潮濕等）以及零售商和消費者的行銷需求。
最常見的箱子樣式是常規開槽集裝箱（RSC）。所有襟翼從刻痕到邊緣的長度均相同。通常，較長的主襟翼在中間相遇，而小襟翼則不會相遇。然而，隨著電子商務的興起和零售環境競爭更加激烈，盒子設計變得更加動態和功能化，擺脫了典型的運輸箱設計。
製造商的接縫通常用黏合劑連接，但也可以採用膠帶粘貼或訂書針縫合，箱子以平放（拆下）的形式運送給包裝員。包裝員將箱子設置好、裝滿物品並封閉以備運輸。盒子可以用膠帶、黏合劑、釘書釘、捆紮帶等進行封閉。
箱子的尺寸可以根據內部尺寸（用於產品適配）或外部尺寸（用於搬運機械或碼垛）進行測量。盒子通常根據內部尺寸來指定和訂購。

### 盒子製造商證書

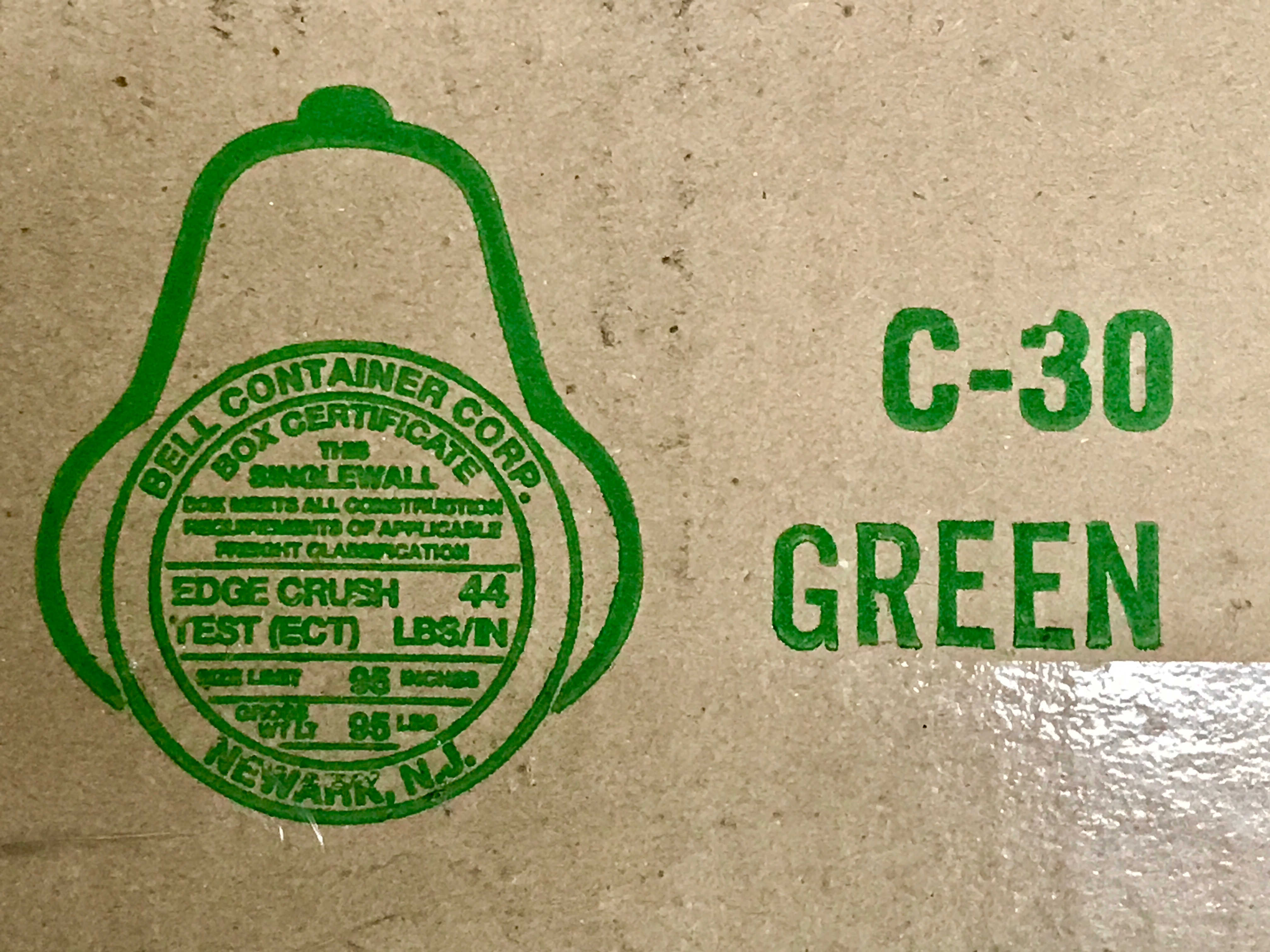
盒子製造商的證書通常印在盒子的底面上

盒子製造商證書（也稱為“盒子證書”或“盒子製造商證書”）是印在外表面（通常是盒子底部）的印章，其中包含有關盒子強度的一些信息。該證書不是必需的，但如果使用，則表示遵守與證書相關的規定。重要資訊包括：
- 破裂試驗或邊緣壓碎試驗
- 尺寸限制（包裝箱長度、寬度和深度相加後成品包裝箱的最大外部尺寸）
- 總重量限制

### 製造業
紙箱可與瓦楞機在同一廠內成型，部分壓痕和切割工作是在瓦楞機上在線進行的。或者，瓦楞紙板可以被送到不同的製造廠進行製造紙箱。
將瓦楞紙板摺痕或刻痕，以控制紙板的彎曲。最常見的情況是，在盒子上切出一個槽來提供蓋板，刻痕和開槽也可採用模切方式完成。隨著這些工廠在盒子上進行印刷，這些轉換是在不同的機器上進行的。

## 回收
舊瓦楞紙箱是回收纖維的極好來源。它們可以壓縮和打包，以實現經濟有效的運輸。將打包的盒子放入水力碎漿機中，這是一大桶溫水，用於清潔和加工。然後將紙漿用於製造新的紙和纖維產品。
瓦楞紙板廢料，消費後回收率高，反映了回收工廠清潔和加工進料的效率。有多種技術可用於分類，篩選，過濾和化學處理再生紙。
回收最大難處是，難以去除的材料包括瓦楞紙箱上的蠟塗層和“膠粘物”，軟橡膠顆粒會堵塞造紙機並污染再生紙。膠粘物可以源自書籍裝訂，熱熔膠，紙質標籤的壓敏膠，增強膠帶的層壓膠等。
現在可以使用瓦楞纖維板破碎機，通過專門的破碎工藝將消費後的瓦楞紙板轉換成包裝/緩衝材料。

## 拓展閱讀
- Koning, J., Corrugated Crossroads: A Reference Guide for the Corrugated Industry, TAPPI Press, 1995, ISBN 0-89852-299-4
- Brody, A. L., and Marsh, K, S., Encyclopedia of Packaging Technology, John Wiley & Sons, 1997, ISBN 0-471-06397-5
- Soroka, W, Fundamentals of Packaging Technology IoPP, 2002, ISBN 1-930268-25-4